# Bekezdés (nyelvészet)
Általános értelemben a bekezdés írott, nyomtatott szöveg összefüggő, bizonyos egységet alkotó része, amely a szövegben új, önálló gondolat(csoport)ot, összefüggő mondanivalót tartalmaz. Jelzési módja az, hogy új sorban kezdődik, hagyományosan beljebb való írással.
A bekezdés a nyelvészet szövegtannak nevezett tudományágába került, a diskurzuselemzés tárgya lett, amelyben legalábbis egyes nyelvészek a „diskurzus” és a „szöveg” terminusokat szinonimáknak tekintik, úgy vélve, hogy olyan produktumra vonatkoznak, amely úgy írott, mint szóbeli lehet.

## A bekezdés jellegzetességei
A szövegnek/diskurzusnak mikroszintű, mezoszintű és makroszintű szerkezete van, a bekezdés pedig egyik koherens része, amely mezoszinten keletkezik. Az alábbiak jellemzik:
- Szemantikai (jelentéstani) és funkcionális egység.
- Egy előtérben álló téma vagy értelemszerkezet fogja össze.
- Belső szerkezete van, amelyben gyakran központi egységként egy csúcspont létezik.
- Amennyiben van csúcspont, a bekezdés elején vagy végén található, és megnevezi annak témáját.

A bekezdés belső szerkezetét, határai megalkotását, saját értelemszerkezetén kívül a szöveg típusa, a téma, a kontextus és a szöveg kibocsátójának motivációja befolyásolja.

## A bekezdés kohéziója
Általában a bekezdés több egyszerű mondatot és/vagy összetett mondatot tartalmaz. Ezeket jellegzetes eszközök kapcsolják össze, amelyek biztosítját a kohézióját (összetartását).

### Mikroszinten
Ezen a szinten a kapcsolatok egyik típusa olyan nyelvi elemekkel valósul meg, mint:
- anaforikus elemek, amelyek egy bizonyos mondatban vannak, és az előző mondatban található valakire/valamire utalnak vissza, például:
  - névmások, igék, határozószók: (angolul) He did that there ’Ő ezt ott tette’, amely mondatban mindegyik szó olyan őt megelőző lehetséges mondat elemeire utal, mint John painted this picture in Bermuda ’John ezt a képet Bermudában festette”;[5]
  - a határozott névelő: Tegnap hárman kértek szállást a fogadóban. A vendégek két napig maradtak;
  - toldalékok: Péter bejött a szobába. Leült, és olvasni kezdte az újságot. Mari is eljött. A barátja azonban otthon maradt (A -t rag és a -ja birtokos személyjel Péter-re, az előző mondat alanyára utal.);
  - megismételt vagy szinonimájával helyettesített elem: A szomszédék a bejárat elé állították kocsijukat. A kocsi/jármű még egy hét múlva is ott volt;
- kataforikus elemek, amelyek egy bizonyos mondatban vannak, és a következő mondatban található valakire/valamire utalnak előre, például: (angolul) I said this/the following: … ’Ezt/A következőket mondtam: ...’, Here is the 9 o’clock news ’A 9 órás hírek következnek’,[6] Ezt kóstold meg! Ilyen jó halászlét még nem ettél.

### Mezoszinten
Az egyik mezoszintű kapcsolattípust a mondat topik–predikátum szerkezetének az egyik tagjának a megismétlése valósítja meg. Példák:
- (szerbül)/(horvátul) Slavko vidi Olgu. Olgu vidimo i mi ’Slavko látja Olgát. Olgát látjuk mi is’. Az első mondat topikja Slavko (a címzett által már ismert információ), predikátuma pedig vidi Olgu (a címzett számára új információ). Az első mondat predikátumának a főrésze (Olgu) a következő mondat topikjává válik.[7]
- Holnap az idő vagy esős lesz vagy napsütéses. Ha esik, itthon maradunk. Ha süt a nap, elmegyünk kirándulni. Az első mondat predikátumának két fontos része van, esős és napsütéses. Az első a második mondat topikjává válik, a második pedig a harmadik mondat topikjává.

Különböző módon kapcsolódva össze, a topikok és a predikátumok tematikus progressziót (előrehaladást) valósítanak meg a bekezdésben.
Egy másik fajtája a mezoszintű kapcsolatoknak az összetett mondatban lehetséges mellérendeléssel analóg, ugyanazokkal a viszonytípusokkal, de független szomszédos mondatok között jön létre. A kapcsolatos viszony két mondat egyszerű egymás után való következésével valósul meg, amikor történések sorát fejezik ki: Péter bejött a szobába. Leült, és olvasni kezdte az újságot.
A mellérendelés bizonyos szavak és szócsoportok révén is létrejön, amelyeket egyes szerzők „kapcsolatjelzők”-nek (franciául marqueurs de relation) neveznek. Ezek az ún. konnektorok nagyobb osztályához tartoznak, amely az egyszerű és az összetett mondaton belül működő kötőszókat is tartalmazza, valamint egyéb olyan szavakat, amelyek tagmondatokat vezetnek be. Kapcsolatjelzőkkel megvalósuló mellérendelő viszonyok a következők:
- ellentétes viszony: (franciául) Michel est d’accord avec le projet. Par contre, il refuse de travailler avec cette équipe ’Michel egyetért a tervvel. Azonban nem hajlandó ezzel a csapattal dolgozni’;[9]
- választó viszony: (franciául) Tout le monde a une métaphysique. Patente, latente. Je l’ai assez dit. Ou alors on n’existe pas. ’Mindannyiunknak van metafizikája. Nyilvános vagy rejtett. Elégszer mondtam már. Vagy ha nincs, akkor nem létezünk.’ (Charles Péguy);[10]
- következtető viszony: (angolul) There has been no rainfall for some time. The ground is therefore very dry. ’Valamennyi idő óta nem esett az eső. Ezért a talaj nagyon száraz.’[11]
- magyarázó viszony: Tavasszal alaposan fel kell újítani a töltéseket. Az őszi árvizek ugyanis megrongálták a gátakat a folyó igen hosszú szakaszán.

Egyéb viszonyokat is kifejeznek kapcsolatjelzők (franciául):
- hozzáadás: Internet est une source inépuisable d’informations. De plus, c’est un remarquable outil de communication. ’Az Internet kimeríthetetlen információforrás. Ráadásul kitűnő kommunikációs eszköz.’;
- felsorolás: Internet est une source d’informations facilement accessible. Premièrement, de plus en plus de gens sont « branchés » au bureau ou à la maison. Deuxièmement, ces dernières années, une multitude de cafés Internet ont vu le jour, partout dans le monde. ’Az Internet könnyen elérhető információforrás. Elsősorban egyre több ember kapcsolódik rá irodájában vagy otthon. Másodsorban az utóbbi években Internet kávézók sokasága jelent meg mindenütt a világban.’;
- engedmény: La Toile est un outil de communication d’une rare efficacité. Bien sûr, il arrive parfois que le réseau soit débordé […] ’A Világháló különös hatékonyságú kommunikációs eszköz. Persze előfordul, hogy a hálózat túlterhelt […].’;
- összefoglalás: Bien qu’Internet soit perfectible et que la qualité des informations qu’on y retrouve laisse parfois à désirer, de plus en plus de gens […] en découvrent les multiples possibilités. En somme, l’inforoute demeure un merveilleux outil d’information et de communication. ’Bár az Internet tökéletesíthető, és a rajta található információk minősége olykor kívánni valót hagy maga után, egyre több ember […] fedezi fel számos lehetőségeit. Mindent összevetve az információs sztráda gyönyörű információs és kommunikációs eszköz.’;
- időbeli helyezkedés: En 2001, 46% des Québécois naviguaient dans Internet mensuellement. On peut maintenant présumer que la moitié des Québécois visitent la Toile fréquemment. ’2001-ben a québec-iek 46%-a böngészett az Interneten havonta. Jelenleg feltételezhető, hogy a québec-iek fele gyakran látogatja a Világhálót.’

Ezeken kívül is vannak kapcsolatjelzők által kifejezett viszonyok, például Čirgić 2010 szerint:
- térbeli helyezkedés: Ušli su u jednu sobicu na kraju hodnika. Onđe nije bilo ničega. ’Bementek egy szobácskába a folyosó végén. Ott nem volt semmi.’;
- mód: Obilazio je pogon triput dnevno. Tako je mogao imati uvid u sve što se događa. „Háromszor naponta járta be az üzemet. Ilyképpen betekintése lehetett mindenre, ami történik.”;
- cél: Hoćahu da obiđu sve glavne gradove južne Evrope. S tom namjerom krenuše na put krajem prošle neđelje. ’Dél-Európa mindegyik fővárosában akartak járni. Ezzel a céllal indultak el a múlt héten.’;
- feltétel: Ljekove nikako ne smijete prestati uzimati. U tome slučaju bilo bi uzaludno sve što smo dosad napravili. ’Semmi esetre se hagyja abba a gyógyszerek bevételét. Ilyen esetben hiábavaló lenne minden, amit eddig tettünk.’;
- kizárás: Svi su bili onđe već u osam. Samo se on pojavio tek poslije devet. ’Mindenki ott volt már nyolc órakor. Csak ő jelent meg kilenc után.’;
- nyomatékossá tevés: Mislim da je krajnje vrijeme za odlazak. Štoviše trebali smo otići i prije. ’Azt hiszem, nagyon itt az ideje a távozásnak. Sőt, már előbb kellett volna elmennünk.’

## A bekezdések közötti kapcsolat
A bekezdés csak részben elszigetelt a vele szomszédos bekezdésektől. Közöttük átmeneteket szoktak képezni a logikai konnektorok egyik alosztálya, az ún. „szövegszervezők” (franciául organisateurs textuels) segítségével, melyek ugyanakkor a gondolatok sorrendjét és progresszióját is jelzik. Ezzel megvalósul a diskurzus koherenciája makroszinten is. A kapcsolatjelzők lehetnek szövegszervezők is, főleg érvelő diskurzusban, sorra vezetve be az érveket és egy következtetést. Többnyire a bekezdések elején találhatók. Például az első bekezdés megnevezi a diskurzus témáját, és megfogalmaz róla egy tételt. A második bekezdés, amely olyan kifejezésekkel kezdődhet, mint (franciául) D’abord,… ’Előszöris…’ vagy Premièrement,… ’Elsősorban…’, megfogalmazza az első érvet. A harmadik bekezdés például azzal kezdődvé, hogy Ensuite,… ’Aztán meg…’ vagy Deuxièmement,… ’Másodszorban…’ a második érvet fogalmazza meg. A negyedik bekezdés esetleg megengedést fogalmaz meg azzal, hogy a Bien sûr,… ’Persze…’ kifejezéssel kezdődik, amelyet elutasíthat egy Mais… ’De…’ vagy Cependant,… ’Mégis…’ kezdetű mondattal. Az utolsó bekezdés következtetést tartalmaz, és olyan kifejezéssel kezdődhet, mint En somme,… ’Mindent összevetve…’ vagy En conclusion,… ’Következésképpen…’
A szövegszervezők tipológiája részben a kapcsolatjelzőkével azonos. Megjegyzendő, hogy lehetnek általánosak vagy alkalmiak. Vannak a következőkre vonatkozók (franciául):
- idő: ensuite ’majd, azután’, au cours du XXe siècle ’a 20. század folyamán’;
- tér és hely: à côté ’mellette’, au bord de la rivière ’a folyó partján’;
- felsorolás vagy sorrend: pour commencer ’kezdetben’, enfin ’végül’;
- magyarázás vagy indoklás: autrement dit ’más szavakkal’, pour cette raison ’ezért’;
- rangsorolás: surtout ’főleg’, par-dessus tout ’mindenekelőtt’;
- ellentét és megengedés: au contraire ’ellenkezőleg’, certes ’persze’;
- következtetés: en somme ’mindent összevetve’, en conclusion ’következésképpen’.

Olyan szövegszervezők is vannak, olykor teljes mondat alakjában, amelyek nem léteznek kapcsolatjelzőkként is. Többségük ugyancsak bekezdés elején van. Példák egy mondából: (franciául) Une vingtaine d’étés durant,… ’Húsz nyáron át…’, Elle était toute jeune encore… ’Még nagyon fiatal volt…’, Depuis que le vieillard était disparu,… ’Amióta az öregember eltűnt,…’, Tous les jours, l’été, lorsque le soleil commençait à baisser,… ’Nyáron, minden nap, amikor a nap lemenőben volt…”, Cet automne-là,… ’Azon az őszön…’, Et puis un soir,… ’Majd egy estén…’